# وزارة الشؤون الداخلية (أوكرانيا)
وزارة الشؤون الداخلية  (بالإنجليزية: Ministry of Internal Affairs)‏ (بالأوكرانية: Міністерство внутрішніх справ України) هي وزارة أوكرانية تنفذ سياسة الدولة لحماية حقوق وحريات المواطنين ومحاربة الأفعال غير المشروعة ضد مصلحة المجتمع والدولة وتحارب الجريمة وتعمل الوزارة بشكل وثيق مع مكتب المدعي العام في أوكرانيا.

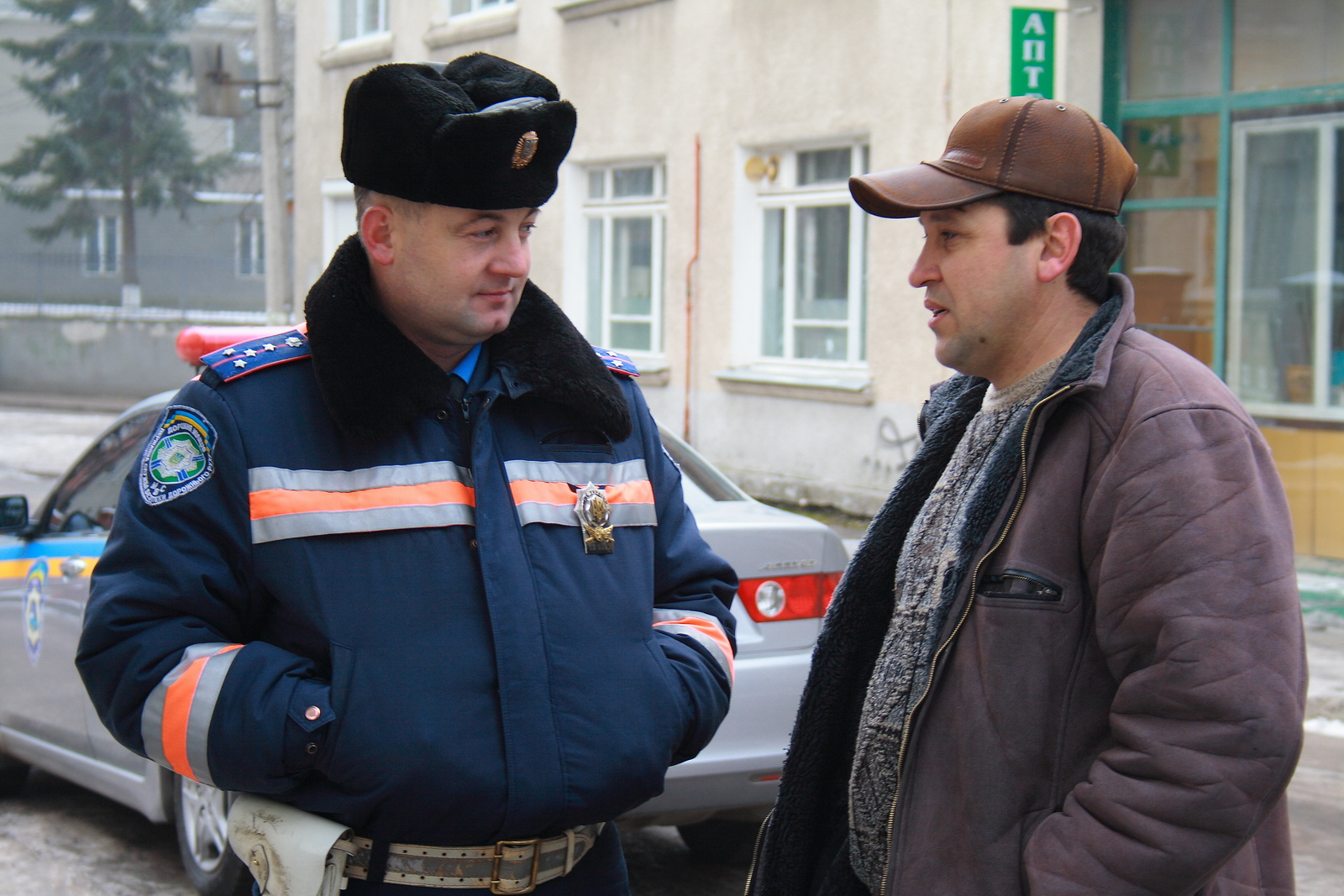
شرطي مرور أوكراني

## المؤسسات الوزارية
المكتب المركزي (في كييف).
الإدارات الفرعية (المكاتب المركزية للسلطة التنفيذية).
1-الشرطة الوطنية الحرس البحري الأوكراني.
2-الحرس الوطني لأوكرانيا.
3-خدمة حرس الحدود الحكومية في أوكرانيا.
4-خدمة الطوارئ الحكومية في أوكرانيا.
5-دائرة الهجرة الحكومية في أوكرانيا.

## المؤسسات الداعمة الطبية
1-اللجان الطبية العسكرية.
2-مستشفى العلاج التأهيلي (في كييف).
3-المستشفى المركزي (في كييف).

## المؤسسات الداعمة التعليمية
1-الأكاديمية الوطنية للشؤون الداخلية.
2-الأكاديمية الوطنية للحرس الوطني في أوكرانيا.
3-جامعة خاركوف الوطنية للشؤون الداخلية.
4-جامعة ولاية دنيبروبتروفسك للشؤون الداخلية.
5-جامعة ولاية ديدورينكو للشؤون الداخلية في لوهانسك.
6-جامعة ولاية لفيف للشؤون الداخلية.
7-جامعة ولاية أوديسا للشؤون الداخلية.
8-معهد العدل دونيتسك.

## وزراء الدخلية
وزير الداخلية هو المسؤول عن الوزارة. قبل إصلاح الشرطة لعام 2015 ، تم الاعتراف بالوزير كرئيس ميليسيا. كان لدى العديد من الوزراء السابقين خبرة سابقة في الخدمة في الشرطة ، وكان العديد منهم ، قبل تولي مناصبهم ، جنرالات الميليتسيا. تم منح الوزير عادةً رتبة عقيد عام من ميليتسيا عند توليه منصبه في الحكومة الأوكرانية. يوري لوتسينكو وفاسيل تسوشكو هما المالكان السابقان الوحيدان للمكتب اللذان لم يخدما قط في أي وكالة لإنفاذ القانون.